# Colden Common
Colden Common est une paroisse civile et un village du Hampshire, en Angleterre.